# André de Brousse de Montpeyroux
André de Brousse de Montpeyroux, né le 16 avril 1910 dans le 10e arrondissement de Paris et mort le 22 mai 1986 à Saint-Benoît-du-Sault (Indre), est un résistant grièvement blessé lors de la campagne d'Allemagne. Fondateur de France-Résurrection, il s'oppose à la politique algérienne du général de Gaulle, et organise le premier maquis "Algérie française" sur le territoire de Mostaganem avec ses compagnons, le cheikh Si El Hadj Tekouk Ben Tekouk Senoussi, et le capitaine Jean Souètre, officier des commandos S.A.S de l'air.

## Biographie
De 1956 à 1957, André de Brousse de Montpeyroux est lieutenant chef de SAS de Massena, au sud-ouest d'Orléansville.
Tortures et condamnations à mort sans procès ont jalonné son commandement.[réf. nécessaire]. Il s'est attribué le surnom de "El-Ghoul" (l'ogre).
Entre 1957 et 1961, il est maire du village de Saint-Benoît-du-Sault.  Il crée en décembre 1960, l'organisation France-Résurrection composée de civils nationalistes et de militaires.
Au coté du groupe Jeune Nation, il participe à la préparation et au déclenchement du putsch des généraux en avril 1961 à Alger.
Le Mouvement France-Résurrection à la tête de l'organisation du putsch d'Alger, et en contact avec les officiers des Commandos de l'Air, assure les lieux tactiques algérois pour asseoir la prise de pouvoir en Algérie.
Après l'échec du coup d'état militaire, France-Résurrection entre dans la clandestinité.
André de Brousse de Montpeyroux en exil, recherché par la police, fuit entre l'Europe et l'Afrique noire.
Entre 1963 et 1965, il sera à la tête de troupes berbères dans les montagnes de Kabylie.
Pourchassé, il se réfugie dans un monastère de la Valle de los Caídos en Espagne.
Après l'amnistie, il se retire dans son village en 1968, et sera conseiller général de Saint-Benoît-du-Sault, où il décèdera en 1986.

## Publications
- André de Brousse marquis Montpeyroux-Bretagne, Le Trésor du château de Crevant, Humblot, 1945

- André de Brousse marquis Montpeyroux-Bretagne, Autour d'une erreur politique, l'affaire Bellounis: précédé d'une lettre ouverte à M. le Président du Sénat, 1958

- André de Brousse marquis Montpeyroux-Bretagne, Pages d'histoire aux Iles du vent: esquisse d'héraldique et d'histoire sur le passé de la République d'Haiti, autrefois Saint-Domingue, et colonie française des Antilles, C. Ranchon, 1944

- André de Brousse marquis Montpeyroux-Bretagne, Pour la France: faut-il suivre Salan?, A. Minet, 1962

- André de Brousse marquis Montpeyroux-Bretagne, Pirates d'hier et soldats de France: de la croix au croissant en passant par les Conciles, Tour St. Jean, 1967

- André de Brousse marquis Montpeyroux-Bretagne, Esquisses historiques et archéologiques sur la cité de Saint-Benoit-du-Sault et la vicomté de Brosse: guide des promenades et excursions dans le canton et la région de St.-Benoit, 1957